# Villa Borghese

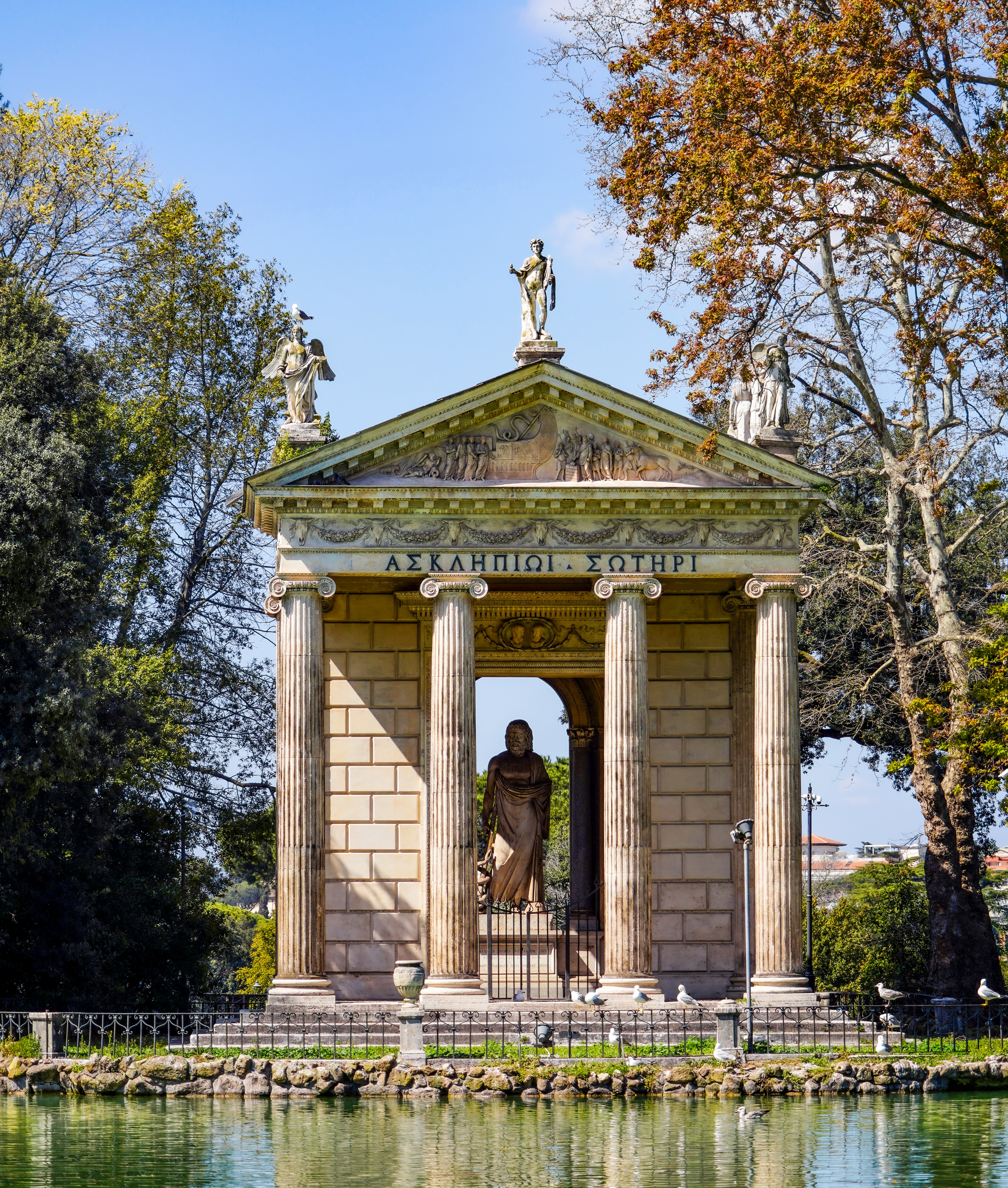
Asklepiostemplet.

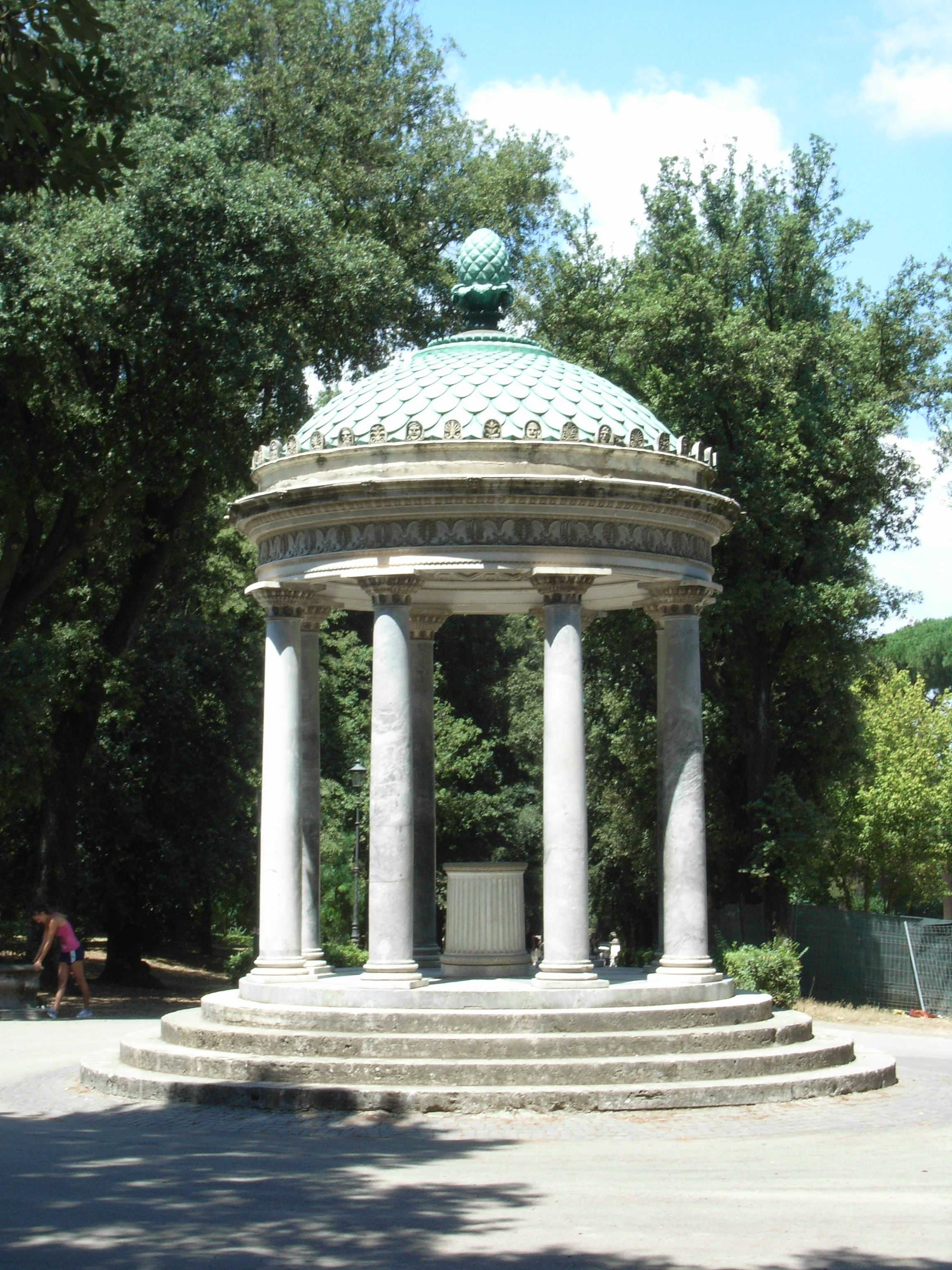
Dianas tempel.

Villa Borghese är en stor park i norra Rom, som fått sitt namn efter släkten Borghese.
Villan uppfördes 1613–1616 på uppdrag av kardinalen Scipione Borghese. Under Camillo Borghese, som var svåger till Napoleon I, byggdes den ut i klassicerande stil. Egendomens yta är cirka 0,8 kvadratkilometer eller 80 hektar.
Populära sevärdheter är Giardino del Lago, ryttarstadion vid Piazza Siena och Fontana dei Cavalli Marini från 1770. I Casino Borghese är numera konstmuseet Galleria Borghese inhyst.

## Fontäner i Villa Borghese
- Fontana del Fiocco
- Fontana dei Cavalli Marini
- Fontana dei Pupazzi
- Fontane Oscure
- Mostra dell'Acqua Felice